# Zoran Stevanović
Zoran Stevanović (in serbo Зоран Стевановић?; Kragujevac, 3 luglio 1970) è un ex cestista jugoslavo.

## Palmarès
- YUBA liga: 1

Partizan Belgrado: 1991-92
- YUBA liga: 2

Partizan Belgrado: 1994-95, 1995-96
- Coppa di Jugoslavia: 1

Partizan Belgrado: 1992
- Coppa di Jugoslavia: 3

Partizan Belgrado: 1994, 1995, 1999
- Coppa dei Campioni: 1

Partizan Belgrado: 1991-92